# エル・ファニング
エル・ファニング（Elle Fanning, 本名: Mary Elle Fanning, 1998年4月9日 - ）は、アメリカ合衆国の女優。身長175cm（5フィート9インチ）。姉は女優のダコタ・ファニング。

## 生い立ち
ジョージア州コンヤーズ出身。セントルイス・カージナルスのマイナーリーグに所属していた元野球選手で、現在は電子機器会社のセールスマンである父親スティーヴ・ファニングと、元テニス選手の母親ジョイ・ファニング（旧姓アリントン）のもとに生まれる。。母方の祖父は元アメフト選手のリック・アリントン、叔母はESPNリポーターのジル・アリントン。ドイツ系とアイルランド系の血を引いている。

## キャリア
2歳8か月のときに芸能活動をスタートする。テレビシリーズの『TAKEN』と『アイ・アム・サム』（2001年公開）で、ダコタ・ファニングが演じる役の幼年時代の役として女優デビューした。2002年、4歳のファニングは『チャーリーと14人のキッズ』で初めてダコタの妹とは別の役柄を獲得。幼少期から年不相応な演技力を評価されており、『ドア・イン・ザ・フロア』でジェフ・ブリッジスとキム・ベイシンガーと共演した際の逸話で、プロデューサーは切迫する撮影スケジュールのため、子役の負担を減らそうと一卵性双生児の子役を採用する予定でいたが、ファニング一人に演じさせるほど彼女は印象的だったという。ベイジンガーも彼女を絶賛するなどし、これがきっかけで母国アメリカでは有名になった。2003年後半、ファニングは『きいてほしいの、あたしのこと -ウィン・ディキシーのいた夏』で脇役で出演。同じ年に『I Want Someone to Eat Cheese With』に出演、2005年の早くに『シャーロットのおくりもの』でダコタの演じる役の将来の孫役を演じるが、編集でカットされてしまった。その後アカデミー賞受賞作『バベル』に出演し、リチャードとジョーンズ（演：ブラッド・ピット、ケイト・ブランシェット）の娘デビーを演じた。 
2006年には『The Nines』や『デジャヴ』に出演し、更に衛生局作成の『The Lost Room』、米FOX作成のドラマ『Dr.HOUSE』など、TV界にも進出した。同年終わりから主役を演じるようになり、その最初の一つが『帰らない日々』である。2007年には『フィービー・イン・ワンダーランド」、2009年には『くるみ割り人形』で主演を務めた。同年初め、『バベル』で共演したブラッド・ピットとケイト・ブランシェットと『ベンジャミン・バトン 数奇な人生』で再タッグを組んだ。（役柄はブランシェットの幼少期。）2008年、ファニングとダコタは『私の中のあなた』で共演する予定であったが、ダコタが自分の頭を剃らなければならないと知ると突如降板し、代わりにアビゲイル・ブレスリンとソフィア・ヴァジリーヴァが演じた。
2011年の『SUPER8/スーパーエイト』では子供たちの中心人物として出演し、より多くの大衆に向けて紹介され、ブレイクのきっかけとなった。彼女は多くの賞賛を受け、幾つかの批評やファンからアカデミー助演女優賞の最有力候補であると報道された。『CSI:マイアミ』『Dr.HOUSE』『LAW & ORDER』など人気ドラマにも多数ゲスト出演し重要な役どころを演じている。ドラマの出演本数は姉よりも多い。
2019年5月の国際カンヌ映画祭ではディナー会で一時意識を失った。

### 私生活
2018年に主演した『ティーンスピリット』の監督マックス・ミンゲラと交際していたが、2023年のインタビューで破局を明かした。

## 主な出演作品

### 映画
※主演は太字表記。
| 年   | 題名                                                                           | 役名                                      | 備考                                                                   | 吹き替え           |
| ---- | ------------------------------------------------------------------------------ | ----------------------------------------- | ---------------------------------------------------------------------- | ------------------ |
| 2001 | アイ・アム・サム I Am Sam                                                      | 2歳の頃のルーシー・ダイヤモンド・ドーソン |                                                                        |                    |
| 2003 | チャーリーと14人のキッズ Daddy Day Care                                        | ジェイミー                                |                                                                        |                    |
| 2004 | となりのトトロ My Neighbor Totoro                                              | 草壁メイ                                  | 声の出演（英語版）                                                     | 坂本千夏（原語版） |
| 2004 | ドア・イン・ザ・フロア The Door in the Floor                                   | ルース・コール                            |                                                                        |                    |
| 2005 | P.N.O.K                                                                        | レベッカ・バラード                        | 短編映画                                                               | N/A                |
| 2005 | きいてほしいの、あたしのこと -ウィン・ディキシーのいた夏 Because of Winn-Dixie | スウィーティ・パイ・トーマス              | 日本劇場未公開                                                         |                    |
| 2006 | デジャヴ Dejavu                                                                | アビー                                    |                                                                        | 根本圭子           |
| 2006 | バベル Babel                                                                   | デビー・ジョーンズ                        | 川田妙子                                                               |                    |
| 2006 | シャーロットのおくりもの Charlotte's Web                                       | ファーンの孫娘                            |                                                                        |                    |
| 2006 | I Want Someone to Eat Cheese With                                              | ペネロペ                                  | N/A                                                                    |                    |
| 2007 | 9-ナイン The Nines                                                             | ニコール                                  | 日本劇場未公開                                                         |                    |
| 2007 | 帰らない日々 Reservation Road                                                  | エマ                                      |                                                                        | 大前茜             |
| 2007 | Day 73 with Sarah                                                              | サラ                                      | 短編映画                                                               | N/A                |
| 2008 | ベンジャミン・バトン 数奇な人生 The Curious Case of Benjamin Button            | 6歳の頃のデイジー                         |                                                                        | 諸星すみれ         |
| 2008 | フィービー・イン・ワンダーランド Phoebe in Wonderland                          | フィービー                                | 日本劇場未公開                                                         | 古城門志帆         |
| 2009 | くるみ割り人形 The Nutcracker in 3D                                            | メアリー                                  | 日本劇場未公開                                                         | 福圓美里           |
| 2009 | モンスターVSエイリアン Monsters vs. Aliens                                     | 幼少時代のスーザン・マーフィ              | 声の出演 カメオ出演                                                    |                    |
| 2010 | SOMEWHERE Somewhere                                                            | クレオ                                    |                                                                        | 嶋村侑             |
| 2011 | SUPER8/スーパーエイト Super 8                                                  | アリス・デイナード                        | 小幡真裕                                                               |                    |
| 2011 | Virginia/ヴァージニア Twixt                                                    | V                                         | ブリドカット セーラ恵美                                                |                    |
| 2011 | 幸せへのキセキ We Bought a Zoo                                                 | リリー・ミスカ                            | 小薗江愛理                                                             |                    |
| 2012 | ジンジャーの朝 〜さよなら、わたしが愛した世界 Ginger & Rosa                    | ジンジャー                                | （吹き替え版なし）                                                     |                    |
| 2014 | マッド・ガンズ Young Ones                                                      | メアリー・ホルム                          | 清水理沙                                                               |                    |
| 2014 | LOW DOWN ロウダウン Low Down                                                   | エイミー・ジョー・オーバニー              | 別題『LOW DOWN 父についての回想録』 日本劇場未公開                     |                    |
| 2014 | マレフィセント Maleficent                                                      | オーロラ姫 / ブライア・ローズ             |                                                                        | 上戸彩             |
| 2014 | ボックストロール The Boxtrolls                                                 | ウィニー                                  | 声の出演 日本劇場未公開                                                | 白石涼子           |
| 2015 | トランボ ハリウッドに最も嫌われた男 Trumbo                                     | ニコラ・トランボ                          |                                                                        | のぐちゆり         |
| 2015 | アバウト・レイ 16歳の決断 About Ray                                            | レイ                                      | （吹き替え版なし）                                                     |                    |
| 2016 | ネオン・デーモン The Neon Demon                                                | ジェシー                                  | 第69回カンヌ国際映画祭コンペティション部門出品作品 日本公開は2017年2月 | 潘めぐみ           |
| 2016 | 20センチュリー・ウーマン 20th Century Women                                    | ジュリー・ハムリン                        |                                                                        | （吹き替え版なし） |
| 2016 | フェリシーと夢のトウシューズ Ballerina                                         | フェリシー                                | 声の出演                                                               | 土屋太鳳           |
| 2016 | 夜に生きる Live by Night                                                       | ロレッタ・フィギス                        |                                                                        | 小林沙苗           |
| 2017 | シドニー・ホールの失踪 Sidney Hall                                             | メロディ                                  | 日本劇場未公開                                                         | 美山加恋           |
| 2017 | パーティで女の子に話しかけるには How to Talk to Girls at Parties               | ザン                                      |                                                                        | 飯沼南実           |
| 2017 | The Beguiled/ビガイルド 欲望のめざめ The Beguiled                              | アリシア                                  | 早見沙織                                                               |                    |
| 2017 | メアリーの総て Mary Shelley                                                    | メアリー・シェリー                        | （吹き替え版なし）                                                     |                    |
| 2018 | 孤独なふりした世界で I Think We're Alone Now                                   | グレース                                  | （吹き替え版なし）                                                     |                    |
| 2018 | ガルヴェストン Galveston                                                       | ロッキー                                  | 早見沙織                                                               |                    |
| 2018 | ティーンスピリット Teen Spirit                                                 | ヴァイオレット・ヴァレンスキ              | [ 6 ]                                                                  | （吹き替え版なし） |
| 2019 | レイニーデイ・イン・ニューヨーク A Rainy Day in New York                       | アシュレー・エンライト                    |                                                                        | （吹き替え版なし） |
| 2019 | マレフィセント2 Maleficent: Mistress of Evil                                   | オーロラ姫                                | 上戸彩                                                                 |                    |
| 2020 | 選ばなかったみち The Roads Not Taken                                           | モリー                                    | （吹き替え版なし）                                                     |                    |
| 2020 | 最高に素晴らしいこと All the Bright Places                                     | バイオレット・マーキー                    | 兼製作                                                                 | 嶋村侑             |
| 2024 | 名もなき者/A COMPLETE UNKNOWN A Complete Unknown                               | シルヴィ・ルッソ                          |                                                                        | （吹き替え版なし） |
| 2025 | Sentimental Value                                                              | レイチェル・ケンプ                        |                                                                        |                    |
| 2025 | プレデター:バッドランド Predator: Badlands                                     | ティア                                    | ポストプロダクション                                                   |                    |
| 2026 | The Hunger Games: Sunrise on the Reaping                                       | エフィー・トリンケット                    | プリプロダクション                                                     |                    |
| TBA  | Rosebush Pruning                                                               | TBA                                       | ポストプロダクション                                                   |                    |

### テレビ
※主演は太字表記。
| 年        | 題名                                                       | 役名                               | 備考                                      | 吹き替え           |
| --------- | ---------------------------------------------------------- | ---------------------------------- | ----------------------------------------- | ------------------ |
| 2002      | TAKEN Taken                                                | 3歳の頃のアリー・キーズ            |                                           |                    |
| 2003      | Judging Amy                                                | ロシェル・コブズ                   | ゲスト出演                                | N/A                |
| 2003      | CSI:マイアミ CSI: Miami                                    | モリー・ウォーカー                 | シーズン2第4話「餌食」                    |                    |
| 2004      | CSI:ニューヨーク CSI: NY                                   | ジェニー・コモ                     | シーズン1第9話「想い出のブルー」          |                    |
| 2006      | ロスト・ルーム The Lost Room                               | アンナ・ミラー                     | ミニシリーズ                              |                    |
| 2006      | Dr.HOUSE House:MD                                          | ステラ                             | ゲスト出演                                |                    |
| 2006      | クリミナル・マインド FBI行動分析課 Criminal Minds          | トレイシー・ベル                   | シーズン2第6話「森の中の殺人鬼」          | 伊藤かな恵         |
| 2006      | LAW & ORDER:性犯罪特捜班 Law & Order: Special Victims Unit | エデン                             | ゲスト出演                                |                    |
| 2007      | ダーティ・セクシー・マネー Dirty Sexy Money                | キキ・ジョージ                     | ゲスト出演                                |                    |
| 2007      | クリミナル・マインド FBI行動分析課 Criminal Minds          | トレイシー・ベル                   | シーズン2第23話 「史上最強の敵 －再び－」 | 伊藤かな恵         |
| 2014      | HitRecord on TV                                            | Daughter                           | Episode: "RE: The Number One              | N/A                |
| 2020-2023 | THE GREAT 〜エカチェリーナの時々真実の物語〜 The Great     | エカチェリーナ2世                  | 兼製作総指揮                              | 早見沙織           |
| 2021      | ロボット・チキン Robot Chicken                             | Sarah, Logan’s Friend, Nerd’s Wife | 声の出演 ゲスト出演                       | （吹き替え版なし） |
| 2022      | プレインビルの少女 The Girl from Plainville                | ミシェル・カーター                 | 兼製作総指揮                              |                    |

### ゲーム
| 年   | 題名                            | 役名       | 備考 | 吹き替え |
| ---- | ------------------------------- | ---------- | ---- | -------- |
| 2025 | DEATH STRANDING 2: ON THE BEACH | トゥモロウ |      | 若山詩音 |

## 監督・脚本
短編「Gucci Always Wins」　2021年　グッチとのコラボレーション